# レーン・アダムス
レーン・ウェストン・アダムス（Lane Weston Adams, 1989年11月13日 - ）は、アメリカ合衆国オクラホマ州ルフロア郡タリヒーナ出身のプロ野球選手（外野手）。右投右打。
愛称はLA・スウィフトネス。アメリカ先住民・チョクトー族を祖先に持つ。

## 経歴

### プロ入りとロイヤルズ時代
2009年のMLBドラフト13巡目（全体392位）でカンザスシティ・ロイヤルズから指名され、7月9日に契約。この年はルーキー級アリゾナリーグ・ロイヤルズでプロデビューし、29試合に出場して打率.233、10打点、14盗塁を記録した。
2010年はパイオニアリーグのルーキー級アイダホフォールズ・チュカーズでプレーし、41試合に出場して打率.282、2本塁打、18打点、8盗塁を記録した。
2011年はA級ケーンカウンティ・クーガーズでプレーし、43試合に出場して打率.230、1本塁打、11打点、7盗塁を記録した。7月からルーキー級アリゾナリーグとアパラチアンリーグのルーキー級バーリントン・ロイヤルズでプレー。ルーキー級バーリントンでは43試合に出場して打率.281、5本塁打、20打点、9盗塁を記録した。
2012年はまずA級ケーンカウンティでプレーし、67試合に出場して打率.298、5本塁打、44打点、11盗塁を記録した。6月にA+級ウィルミントン・ブルーロックスへ昇格。A+級ウィルミントンでは68試合に出場して打率.240、6本塁打、25打点、8盗塁を記録した。
2013年はまずA+級ウィルミントンでプレーし、87試合に出場して打率.276、7本塁打、39打点、23盗塁を記録した。7月にAA級ノースウエストアーカンソー・ナチュラルズへ昇格。AA級ノースウエストアーカンソーでは44試合に出場して打率.244、5本塁打、26打点、15盗塁を記録した。オフの11月20日にロイヤルズとメジャー契約を結び、40人枠入りした。
2014年、マイナーではAA級ノースウエストアーカンソーで105試合に出場して打率.269、11本塁打、36打点、38盗塁を記録した。登録枠が拡大した9月1日にメジャーへ昇格し、同日のテキサス・レンジャーズ戦でメジャーデビュー。8回裏にラウル・イバニェスの代走として出場した。その後は代走としての起用が続き、9月19日のデトロイト・タイガース戦でようやく初打席を迎えたが、左飛に終わった。この年メジャーでは6試合に出場して3打数無安打だった。
2015年は、メジャーで試合に出場する機会はなかった。2016年1月6日、アレックス・ゴードンとの再契約に伴ってDFAとなった。

### ヤンキース傘下時代
2016年1月15日にウェイバー公示を経てニューヨーク・ヤンキースへ移籍した。2月1日にロナルド・トレイエズの加入に伴ってDFAとなり、11日に40人枠を外れる形で傘下のAAA級スクラントン・ウィルクスバリ・レイルライダースへ配属された。開幕はAA級トレントン・サンダーで迎え、一時AAA級スクラントン・ウィルクスバリへ昇格したがすぐ降格した。7月28日に自由契約となった。

### カブス傘下時代
2016年8月3日にシカゴ・カブスとマイナー契約を結び、傘下のAA級テネシー・スモーキーズへ配属された。8月29日にAAA級アイオワ・カブスへ昇格した。この年は移籍前を含めて4球団合計で121試合に出場して打率.266、10本塁打、56打点、44盗塁を記録した。オフの11月7日にFAとなった。

### ブレーブス時代
2016年12月3日にアトランタ・ブレーブスとマイナー契約を結んだ。
2017年の開幕は傘下のAAA級グウィネット・ブレーブスで迎え、4月25日にメジャー契約を結んでアクティブ・ロースター入りした。この年は4人目の外野手としてメジャーに定着し、85試合に出場して打率.275、5本塁打、20打点、10盗塁を記録した。
2018年4月19日にDFAとなり、25日に40人枠を外れる形でAAA級グウィネット・ストライパーズへ配属された後、27日にFAとなった。

### カブス傘下復帰
2018年5月5日にカブスとマイナー契約を結んだ。AAA級アイオワでプレーしていたが、6月30日に自由契約となった。

### ブレーブス復帰
2016年7月16日にアトランタ・ブレーブスとマイナー契約を結び、AAA級グウィネットへ配属された。9月1日にメジャー契約を結んでアクティブ・ロースター入りした。オフの10月31日に40人枠外となり、11月2日にFAとなった。

### フィリーズ傘下時代
2019年1月14日にフィラデルフィア・フィリーズとマイナー契約を結び、スプリングトレーニングに招待選手として参加することになった。開幕後はAAA級リーハイバレー・アイアンピッグスでプレーしていたが、7月1日に自由契約となった。

### ブレーブス復帰
2019年8月2日にアトランタ・ブレーブスとマイナー契約を結び三たび復帰。AA級ミシシッピ・ブレーブスでプレーしたが、39打数3安打、打率.077という低調な成績に終わり、オフの11月4日にFAとなった。

### ツインズ傘下時代
2020年2月13日にミネソタ・ツインズとマイナー契約を結んだ。マイナーリーグが開催されなかったため、公式戦に出場することなく11月2日にFAとなった。

### メキシカンリーグ時代
2021年5月20日にメキシカンリーグのモンクローバ・スティーラーズと契約した。6月21日に自由契約となった。6月24日にキンタナロー・タイガースと契約した。

## 詳細情報

### 年度別打撃成績
| 年 度    | 球 団    | 試 合 | 打 席 | 打 数 | 得 点 | 安 打 | 二 塁 打 | 三 塁 打 | 本 塁 打 | 塁 打 | 打 点 | 盗 塁 | 盗 塁 死 | 犠 打 | 犠 飛 | 四 球 | 敬 遠 | 死 球 | 三 振 | 併 殺 打 | 打 率 | 出 塁 率 | 長 打 率 | O P S |
| -------- | -------- | ----- | ----- | ----- | ----- | ----- | -------- | -------- | -------- | ----- | ----- | ----- | -------- | ----- | ----- | ----- | ----- | ----- | ----- | -------- | ----- | -------- | -------- | ----- |
| 2014     | KC       | 6     | 3     | 3     | 1     | 0     | 0        | 0        | 0        | 0     | 0     | 0     | 0        | 0     | 0     | 0     | 0     | 0     | 2     | 0        | .000  | .000     | .000     | .000  |
| 2017     | ATL      | 85    | 122   | 109   | 19    | 30    | 4        | 1        | 5        | 51    | 20    | 10    | 0        | 1     | 1     | 10    | 0     | 1     | 37    | 3        | .275  | .339     | .468     | .807  |
| 2018     | ATL      | 26    | 29    | 25    | 10    | 6     | 1        | 0        | 2        | 13    | 6     | 1     | 0        | 0     | 0     | 4     | 0     | 0     | 8     | 1        | .240  | .345     | .520     | .865  |
| MLB：3年 | MLB：3年 | 117   | 154   | 137   | 30    | 36    | 5        | 1        | 7        | 64    | 26    | 11    | 0        | 1     | 1     | 14    | 0     | 1     | 47    | 4        | .263  | .333     | .467     | .800  |

- 2018年度シーズン終了時

### 背番号
- 45（2014年）
- 18（2017年 - 同年途中、2018年 - 同年4月18日、2018年9月1日 - 同年終了）
- 16（2017年途中 - 同年終了）